# Пурпурногорлая настоящая котинга

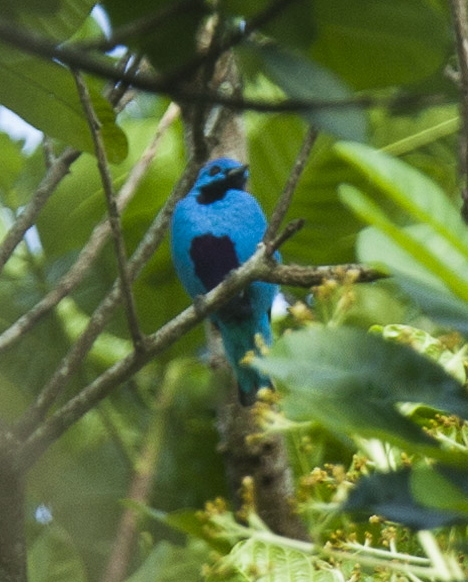
Самец

Пурпурногорлая настоящая котинга (лат. Cotinga nattererii) — вид воробьиных птиц из семейства Котинговые. Видовое латинское название дано в честь австрийского натуралиста Иоганна Наттерера (1787—1843).
Длина тела составляет около от 18 до 18,5 сантиметров. Клюв короткий, чёрный. Самец имеет в основном ярко-синее оперение. Окологлазное кольцо чёрное. Большая часть крыльев, за исключением малых кроющих, и хвост чёрные. У перьев кисти и предплечья голубые края. На горле и верхней части груди имеется пурпурное пятно. Задняя часть нижней стороны тёмно-лилового цвета. Ярко выражен половой диморфизм. Оперение верха у самок тёмно-коричневое. При этом оперение кажется покрытым белыми чешуйками. Окологлазное кольцо едва заметного пепельного цвета. Нижняя сторона песочного цвета, на брюхе коричневого цвета. Особенно на груди, а также на брюхе, перья темнее к центру, так что производят впечатление чешуек. Хвост чёрно-коричневый.
Вид распространён в Колумбии, на северо-западе Эквадора, восточной и центральной Панаме, на западе Венесуэлы. Птица встречается в равнинных дождевых лесах и вторичных лесах на высоте от 300 до 900 метров над уровнем моря.
Пурпурногорлая настоящая котинга ведёт обычно одиночный образ жизни, но бывает встречается и несколько особей, кормящихся на одном фруктовом дереве. Часто птицы сидит в одиночку в солнечные полуденные часы, предпочитая верхний ярус деревьев. Их полёт быстрый и прямолинейный. Обычно пение птиц не слышно.